# Бохит
Бохит — древнерусское городище на востоке Тернопольской области Украины. Расположено на горе Богит (Медоборы), которая является самой высокой (414 м) в окружающем ландшафте. Городище представляет собой вершину горы, укреплённую валами. Длина городища — около 300 м, ширина от 50 до 100 м. При построении использованы каменные валы VI—V вв. до н. э. Основные конструкции относятся к рубежу IX—X веков.
По мнению И. П. Русановой и Б. А. Тимощука, городище являлось языческим святилищем. Вход в святилище расположен на восточной стороне. Сама площадка святилища делится на три части. Первая — предхрамовое пространство, расположенное сразу после входа. Вторая часть в середине святилища представляет собой большую площадку размером около 125 на 60 м, на которой обнаружены следы крупных построек, прилегавших к валам. Предполагается что здесь находилось требище, способное вместить до 600 человек. Со стороны, противоположной входу, на мысу на особом возвышении находится третья часть — площадка, ограждённая внутренним валом и являвшаяся, судя по всему, капищем. Внутри капища обнаружена вымощенная камнем восьмилепестковая фигура диаметром около 15 м, имеющая на концах лепестков углубления. Подобная структура была обнаружена при раскопках капища Перуна в Великом Новгороде (Перынский скит). Вход в эту часть капища расположен с северной стороны.
Внутри круга обнаружена квадратная в плане яма, подходящая по размеру к основанию Збручского идола.
На территории капища также обнаружены два погребения.
На северном склоне горы, вблизи святилища, находится большой могильник, ограниченный земляным валом. При закладывании вала в его основе проводились очистительные ритуалы, от которых сохранились слой угля и обломки посуды X века.
Городище Бохит открыто в 1984 году археологами И. П. Русановой и Б. А. Тимощуком. Относится ими к «Збручскому культовому центру» (Богит, Говда и Звенигород).
Историк Максим Жих связывает рассказ аль-Масуди о славянских языческих храмах с крупным языческим славянским религиозным центром с городищами-святилищами Богит, Звенигород и Говда, который существовал в Прикарпатье.